# Eologisme
Een eologisme is een neologisme dat wordt gevormd door van een bestaand woord de eerste letter weg te halen.

## Ontstaan
Het  eologisme is bedacht door Wim Daniëls en geïntroduceerd in het maandblad Onze Taal. Het is een van de recepten uit zijn boek Koken met Taal.
Bij de vorming van een eologisme zijn er twee randvoorwaarden:
- Het woord dat ontstaat door weglating van de eerste letter moet een nieuw woord zijn. Zo is 'euvel' geen eologisme ontstaan uit 'heuvel' omdat 'euvel' een bestaand woord is.
- Een eologisme heeft een betekenisomschrijving.

## Voorbeelden van eologismen
aardepapieren - atlas 

emocratie - samenleving waarin emoties prevaleren boven het gezond verstand 

eodriehoek - Vader, Zoon en Heilige Geest 

ietsnut - iemand die net iets meer doet dan helemaal niets 

leedkamer uitblaasruimte voor de verliezende partij van een sportwedstrijd, met troostrijke aankleding en opbeurende muziek 

roodbeleg - rosbief 

tuurfout - ongelukje bij het navelstaren 

uurmoordenaar - secondewijzer 

## Trivia
Het woord emocratie is opgenomen in Van Dale.